# I. Démétriosz makedón király
I. Démétriosz Poliorkétész (görögül Δημήτριος Πολιορκητής, „városostromló” Kr. e. 337 vagy Kr. e. 336 – Kherszonészosz, Kr. e. 283) ókori hellenisztikus király, az Antigonida-dinasztia második tagja, a dinasztiaalapító I. Antigonosz Monophthalmosz fia és társuralkodója volt Kr. e. 306-tól annak Kr. e. 301-ben bekövetkezett haláláig, illetve Makedóniát is uralta Kr. e. 294–287 között. A diadokhoszok háborúiban aktív szerepet vállalt, „Városostromló” jelentésű ragadványnevét (Πολιορκητής – Poliorkétész) Rhodoszon folytatott Kr. e. 305–Kr. e. 304-es hadjáratán nyerte el.

## Antigonosz oldalán
Démétriosz, Antigonosz Monophthalmosz és Sztratoniké fia már fiatalon a nagypolitika szereplője lett: miután apja Kr. e. 321-ben szövetkezett az európai területek sztratégoszával, Antipatrosszal a III. Alexandrosz által halálos ágyán kinevezett birodalmi kormányzó, Perdikkasz ellen, Kraterosz kincstárnok még abban az évben bekövetkező eleste után feleségül vette annak özvegyét, Antipatrosz lányát, Philát. Antipatrosz halála után az addig főparancsnoki rangot viselő Antigonosz saját birodalomépítésbe kezdett, melyben fia is részt vett. Először az Eumenész kappadókiai satrapa elleni harcokban tűnt ki, Kr. e. 317-ben mint az elit lovasság, Kr. e. 316-ban pedig mint atyja hadai teljes jobb szárnyának parancsnoka. A források szerint közbenjárt a Perdikkasz és a birodalmi egység pártján álló Eumenész életének megkíméléséért, ám hiába.
Kr. e. 314-ben apja Szíria parancsnokává nevezte ki, ilyen minőségben Kr. e. 312-ben tapasztalt tisztjei tanácsa ellenére összecsapott az egyiptomi Ptolemaiosz hatalmas hadseregével. A betörő egyiptomiak a gázai csatában szétverték Démétriosz hadát, aki így kénytelen volt kiüríteni Föníciát és Szíriát. Kilikiába visszavonulva sikeresen csapdába csalta az utána küldött haderőt, és miután az addig Anatólia területén hadakozó Antigonosz csatlakozott hozzá, Ptolemaiosz visszavonult. Démétriosz ekkor azt a feladatot kapta, hogy verje le a nabateusokat, illetve a Babilont megszálló I. Szeleukoszt. Démétriosz azonban nem vitte végbe feladatát: Babilon ostromára csapatokat hagyott hátra, és csatlakozott atyjához Kis-Ázsiában. Kr. e. 311-ben ugyan békét kötöttek a hadurak, de ez nem volt tartós.
A Ciprust korábban elfoglaló Ptolemaiosz flottája és a Démétriosz vezette antigonida hajóhad több csatát vívott Kilikia és a sziget vizein. A szép sikereket elérő Démétriosz Kr. e. 307-ben váratlanul bevette Athént, visszaállítva a Kasszandroszt támogató Phaléróni Démétriosz oligarchiája idejére felfüggesztett demokráciát. A lakosság isteneknek kijáró tiszteletet szavazott meg Démétriosz és apja számára, még phüléket is neveztek el róluk. A Szótérnak (Σωτήρ – Megváltó, Megmentő) és Athén védőistenségének titulált Démétriosz hamarosan tovább vonult, „felszabadítva” Korinthoszt és Megara városát.

## Apa és fia királysága
Ptolemaiosz a sikerek láttán hajóhadat indított az Antigonidák ellen Cipruson. Démétriosz hadereje szárazon és vízen egyaránt rátámadt az egyiptomi hadúr fivére, Menelaosz hadára, amely Szalamiszba szorult vissza. A fivére felmentésére érkezett Ptolemaiosz addig legyőzhetetlennek hitt flottája számbeli fölénye ellenére Kr. e. 306-ban Szalamisz mellett súlyos vereséget szenvedett. Antigonoszt és fiát lelkes hadseregük a diadalmámorban úszva királlyá kiáltotta ki, és példájukat hamarosan riválisaik is követték. Nagy Sándor birodalma, mely addig sem volt egységes, végleg önálló királyságokra szakadt szét. Démétriosz egy ideig kikapcsolódás gyanánt Cipruson múlatta idejét, itt ismerkedett meg egy Lamia nevű, idősebb kurtizánnal, aki komoly befolyást gyakorolt rá.
Antigonosz ekkor úgy döntött, hogy végleg leszámol Ptolemaiosszal, ám Démétriosz viharok tépázta flottája az időjárási viszonyok miatt nem tudott kikötni, apja pedig utánpótlás híján nem mert átkelni a megáradt Níluson 88 000 katonája élén. Kr. e. 305-ben Démétriosz Rhodosz ostromára vonult, ám elmés szerkezetei ellenére, melyekkel kiérdemelte a Poliorkétész („Városostromló”) nevet, nem tudta elfoglalni a szigetet, amit ellenfelei támogattak. Kr. e. 304-ben így, kikötve, hogy Ptolemaiosz kivételével bármilyen ellenség ellenében lakói támogatni fogják őt és apját, elhagyta Rhodoszt – óriási ostromgépe, a Helepolisz maradványainak értékesítéséből állították fel a szigetlakok a Rodoszi kolosszust –, hogy Hellászban szerezzen újabb babérokat.

## Démétriosz, az isten
Még abban az évben bevette Khalkiszt, és az Athént ostromló Kasszandroszt kiűzte egész Közép-Görögországból. Athénban telelt át, ismét mértéktelen imádatnak örvendve, kicsapongásba merülve. Kr. e. 303 tavaszán aztán hadai élén megkezdte a Ptolemaiosz és Kasszandrosz helyőrségei által megszállt akhaiai és árkádiai városok meghódítását, így Korinthoszét, Sziküónét és Argoszét. A városok, bár kollektíve szabaddá nyilváníttattak, Démétrioszt egész Hellasz fővezérévé (épemón tész Helladosz) választották egy gyűlésen – a címet korábban II. Philipposz és Nagy Sándor viselte. Argoszban feleségül vette az épeiroszi király, Pürrhosz testvérét – miközben Phila és második, athéni felesége, Eurüdiké még mindig élt. Bár ott-tartózkodásával számos vallási és világi törvényt megszegett (pl. beavatták az eleusziszi misztériumokba), az athéniak leplezetlen szolgalelkűséggel hajbókoltak előtte.
Kr. e. 302-ben ismét Kasszandrosz ellen vonult, de ezúttal meglehetősen lagymatag módon, úgyhogy nem is ért el komolyabb sikert. Ezzel párhuzamosan az alattvalóin úrrá levő trákiai Lüszimakhosz betört Anatóliába, és számos fontos erősséget sikerült elragadnia, többek között Pergamont. Szeleukosz, akit nem sikerült kiostromolni Babilonból, kihasználva az Antigonidák nyugati lekötöttségét számos keleti tartományt megszerzett Médiától Baktriáig, ami komoly ellenféllé tette a lassanként Kis-Ázsiába visszaszoruló Antigonosz számára – nem beszélve arról, hogy Ptolemaiosz Szíriában kezdett terjeszkedni a rovásukra. Démétriosz ilyen körülmények között jobbnak látta gyorsan békét kötni az ekkorra már csak jelentéktelen területeket uraló Kasszandrosszal, és keletre sietett, segíteni az apjának.

## Visszaszorulva
Kr. e. 301-ben a phrügiai Ipszosz mellett került sor a döntő ütközetre. Kasszandrosz, Szeleukosz, Lüszimakhosz és Ptolemaiosz mintegy 75–80 000 katonája Antigonosz és Démétriosz ugyanennyi harcosával szállt szembe. A csatát Szeleukosz 400 elefántja döntötte el: Démétriosz az ellenfélét megfutamító lovassága nem tudott visszatérni tőlük az Antigonosz vezette gyalogság megmentésére. Az ütközetben maga Antigonosz is elesett. Démétriosz Epheszoszba menekült, onnan pedig Athénba, reménykedve a korábbi istenítésben, de a polisz ezúttal megtagadta a bebocsátását. Igaz, legalább flottáját kiszolgáltatta számára, és Türosz és Szidón városa is megmaradt neki.
Amikor Ptolemaiosz és Lüszimakhosz közeledni kezdett egymáshoz, a bekerítéstől tartó Szeleukosz úgy döntött, szövetkezik Démétriosszal, aki időközben meghódította Kilikiát Kasszandrosz fivérétől, Pleisztarkhosztól. Poliorkétész hamarosan Ptolemaiosszal is békét kötött, így vagy négy évre béke köszöntött a Földközi-tenger keleti partvidékére. (A béke keretében az egyiptomi király lányát, Ptolemaiszt eljegyezték Démétriosszal.) Eközben Kasszandrosz gyakorlatilag Démétriosz minden hódítását felszámolta, amit ellenfele csak Kr. e. 297-ben indult megtorolni. Először sikertelenül próbálkozott partra szállni Attikában, flottáját megtizedelték a viharok, ráadásul ő maga is megsérült Messzénénél. Csak Kasszandrosz halála után tudott eredményt felmutatni: Athént bekerítette Aigina és Szalamisz elfoglalásával, majd bevette. Addigi zsarnoka, a demagóg Lakharész Thébába menekült, és Démétriosz nagylelkűen megkímélte a város többi polgárát. Következő célpontja Spárta volt, melynek seregét leverte, ám ostromát a makedóniai ügyek miatt kénytelen volt felfüggeszteni.

## Makedónia élén
Kasszandrosz fiai, Antipatrosz és Alexandrosz ugyanis nem tudtak kiegyezni az örökségen és ez utóbbi külföldi segítséghez folyamodott: Pürrhoszt és sógorát, Démétrioszt egyaránt értesítette. Pürrhosz gyorsabban érkezett, és trónra is segítette Alexandroszt, ám Démétriosz sem akart lemaradni a hódítási lehetőségről. Bár látszólag szívélyesen fogadták, hamarosan arról értesült, hogy a makedón király az életére tör – ezt megelőzendő meggyilkoltatta Alexandroszt, mire a hadsereg elismerte királynak Kr. e. 294-ben. Ezzel párhuzamosan kilikiai, ciprusi és föníciai birtokait Lüszimakhosz, Szeleukosz és Ptolemaiosz hódította meg. Lüszimakhosszal azonban sikerült kibékülnie, megszerezve Kelet-Makedóniát, majd annak távollétében Trákiában hódított. A továbbiakban a lázongó, Spárta által támogatott Boiótiát kellett két alkalommal is levernie, de mindkétszer megkímélte a várost, és csak kevés vezetőt végeztetett ki.
Következő célpontja sógora, Pürrhosz volt. Kr. e. 289-ben hadjáratot indított Épeirosz és a szövetséges Aitólia ellen, de hiába győzött az előbbiben, megszerezve többek között a szürakuszai származású, sértődött épeiroszi királyné, Lanassza hozományaként Pürrhoszhoz került Kerkürát, ha a másikban hadvezére vereséget szenvedett. Mi több, Kr. e. 288-as betegsége idején Pürrhosz majdnem elragadta tőle Makedóniát, amit csak felépülve tudott megmenteni. Démétriosz eztán gyorsan békét kötött, mivel immár Kelet meghódítását tervezte. A források szerint hatalmas haderőt (98 000 gyalogost, 12 000 lovast és vagy 500 hadihajót) gyűjtött atyai birtokainak megszerzésére. A veszélyt érzékelve a többi hellenisztikus király összefogott ellene. Ptolemaiosz komoly flottát küldött ellene, Lüszimakhosz és Pürrhosz pedig egyszerre támadtak Makedóniára Kr. e. 287-ben.
Mi több, Démétrioszt alattvalóinak elégedetlensége is fenyegette, akik kiábrándultak költekezéséből, gőgös és fényűző magatartásából. A király először Lüszimakhosz ellen vonult, majd döntését megváltoztatva elégedetlenkedő hadserege élén inkább a Beraiáig előrenyomuló Pürrhoszra támadt. Ez nagy hiba volt: az ifjú épeiroszi uralkodót ekkoriban bálványozták a makedón seregben, így Démétriosz azon kapta magát, hogy álruhában kénytelen menekülni ellenfeléhez átállt hadseregétől. Bár első felesége, Phila öngyilkos lett kétségbeesésében, Démétriosz thesszáliai és egyéb görögországi területeiről kis hadsereget és flottát szervezett, mellyel Milétoszba vonult. Itt végre sor került a Kr. e. 301 óta halogatott házasságra Ptolemaisszal, de Egyiptomból nem számíthatott segítségre. Miután vereséget szenvedett, eltökélte, hogy serege maradékaival nekivág Elő-Ázsiának, és kelet felől próbálja megdönteni Szeleukosz hatalmát, ám katonái elhagyták. Éhezve és betegeskedve, immár gyakorlatilag egymaga volt kénytelen Kilikiába menni, ahol helyzete kilátástalanságát látva Kr. e. 286-ban feladta magát Szeleukosznak.
A hatalmas keleti birodalom ura jól tartotta őt, de látva népszerűségét a hadsereg berkeiben, a biztonság kedvéért a szíriai Kherszonészoszba vitette, ahol egy királyi rezidenciára és az azt körülvevő parkra korlátozta mozgásterét. A fogságban Démétriosz ismét züllött kicsapongásokba kezdett, mértéktelenül evett és ivott. Ennek következtében érte a halál Kr. e. 283. Kicsapongásaitól eltekintve korának egyik legnagyobb formátumú és legkreatívabb egyéniségének bizonyult, több alkalommal az ellenfeleinél jóval több irgalomról téve tanúbizonyságot. Szeleukosz holttestét a Peloponnészoszi-félszigeten maradt fiának, Antigonosznak küldte el, aki az általa alapított Démétriaszban adta meg neki a végtisztességet.

## Hagyatéka
Démétriosz öt alkalommal nősült. Első felesége Antipatrosz lánya, Phila, a második az athéni Eurüdiké, a harmadik Deidameia, Pürrhosz testvére, a negyedik Lanassza, Pürrhosz volt felesége, az ötödik pedig Ptolemaisz, I. Ptolemaiosz lánya volt. Emellett számos szeretőt is tartott. Bár legalább négy gyermekéről tudunk, közülük csak ketten jutottak később fontos szerephez: a Philától született II. Antigonosz Gonatasz, aki végleg visszaszerezte Makedónia trónját, illetve a Ptolemaiosztól származó Démétriosz Kalosz, aki egy időre Küréné trónjának lett birtokosa.
Plutarkhosz a Párhuzamos életrajzokban Marcus Antoniusszal párba állítva közli Démétriosz Poliorkétész életrajzát.